# Aglia typica
Aglia typica är en fjärilsart som beskrevs av Standfuss 1914. Aglia typica ingår i släktet Aglia och familjen påfågelsspinnare. Inga underarter finns listade i Catalogue of Life.